# Гаркавенко Ігор Олегович
Íгор Олéгович Гаркавéнко (нар. 1974, Харків, Харківська область, Українська РСР, СРСР — 19 березня 2022, Київ, Україна) — український політичний та громадський діяч, правозахисник, письменник, філософ, політв'язень, доброволець. Учасник «Податкового майдану» та Революції Гідності. Засновник та голова організації «Русско-украинский національный альянс» (РУНА).

## Життєпис

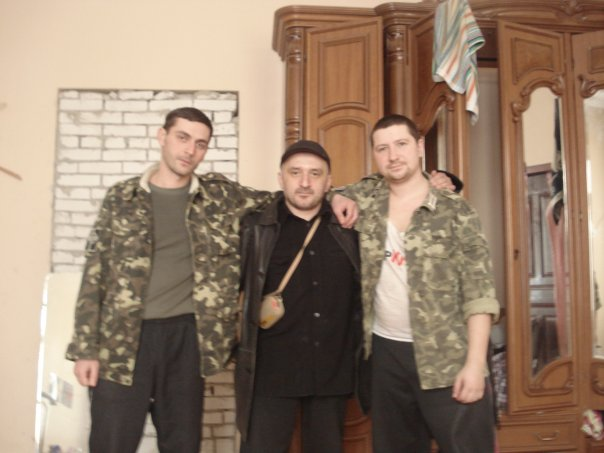
Ігор Гаркавенко, Аркадій Поважний та Олег Голтвянський. Київ, 2009 р.

Народився у м. Харків. В 1996 р. був затриманий за підпал харківських офісів Ізраїльського інформаційного центру та організації «Просвіта». Засуджений на 9 років позбавлення волі. Відбуваючи покарання, відмовився від українського громадянства та подав заяву на вступ у російську Націонал-більшовицьку партію.
В березні 2006 р. після відбуття строку покарання вийшов на волю. Брав участь в організації «Імперського маршу» в м. Харків (2006) та інших заходах. У 2008 р. разом з Олегом Голтвянським створив та очолив «Русско-украинский національный альянс» (РУНА). Під час участі в акціях по боротьбі з незаконними забудовами зійшовся зі своїми ідейними опонентами — українськими націоналістами. Пояснюючи такий крок, він звертає увагу на те, що українські націоналісти — найбільш активна група, яка виступає проти свавілля влади:

І ось так було завжди: під час будь-якого свавілля влади найактивніша та найгероїчніша група — українські націоналісти. І якщо ти порядна людина, а не працюєш на замовлення й гроші Кремля, то будь хоч за «Аль-Каїду»: твоїми друзями у боротьбі зі свавіллям диктатури та олігархату, тут, в Україні, будуть українські націоналісти. Оригінальний текст (рос.)
И вот так было всегда: во время любого беспредела власти самая активная и героическая группа — украинские националисты. И если ты порядочный человек, а не работаешь на заказ и деньги Кремля, то будь ты хоть за «Аль-Каиду»: твоими друзьями в борьбе с беспределом диктатуры и олигархата, здесь, в Украине, будут украинские националисты.

У 2010 р. брав участь у протестах в Києві під час «Податкового майдану», у результаті чого був заарештований і два з половиною місяці провів у Лук'янівському слідчому ізоляторі. Після звільнення, займався правозахисною діяльністю. Неодноразово долучався до незалежних журналістських розслідувань на тему привищення службових повноважень по відношенню до в'язнів кримінально-виконавчих установ закритого типу. У 2013 р. брав участь в акції протесту, що виникла в зв'язку з подіями у Врадіївці. Брав участь у Революції гідності. Був добровольцем у батальйонах «Азов» та ОУН.
Виступав як лектор на численних заходах українських націоналістів.

## Погляди
Був прихильником та активним учасником Революції гідності. Неодноразово висловлював думку, що кожна революція, яка була переможною, обов'язково мала зовнішні цілі, була «революцією на експорт»:

Жодна революція, яка не мала революційних цілей поза тієї держави, де спалахнула, не перемогла. Оригінальний текст (рос.)
Ни одна революция, которая не имела революционных целей за пределами того государства, в котором вспыхнула, не победила.

Вважав, що євразійство, «слов'янська єдність» та навіть концепція «одного народу» не мають жодних розбіжностей із тим, щоб у протистоянні між Україною та Росією зайняти місце першої, оскільки саме український народ проявив себе як суб'єкт дії, який зміг повалити злочинну владу своєї країни шляхом революції.